# Lista dos duques da Boémia
 Lista dos Duques da Boémia 
- Vratislau I, duque da Boémia (888 - ?)
- Boleslau I, o Cruel, duque da Boémia.
- Boleslau II, duque da Boémia.
- Borzivoy I, duque da Boémia.
- Bretislau I, duque da Boémia.
- Spitinjew II, duque da Boémia.
- Ulrico ou Oldrico ou Udalrico, duque da Boémia.
- Borivoj, duque da Boémia (1060 - ?)
- Krok, duque da Boémia.
- Frederico, duque da Boémia (1140 - ?)